# Khūlīneh
Khūlīneh (persiska: خولینه) är en ort i Iran.   Den ligger i provinsen Västazarbaijan, i den nordvästra delen av landet, 400 km väster om huvudstaden Teheran. Khūlīneh ligger 1 368 meter över havet och antalet invånare är 175.
Terrängen runt Khūlīneh är huvudsakligen kuperad, men åt sydväst är den platt. Khūlīneh ligger nere i en dal. Runt Khūlīneh är det ganska glesbefolkat, med 48 invånare per kvadratkilometer. Närmaste större samhälle är Shāhīn Dezh, 15,8 km norr om Khūlīneh. Trakten runt Khūlīneh består i huvudsak av gräsmarker.